# Шиш, Василий Валерьевич
Василий Валерьевич Шиш (бел. Васіль Валер'евіч Шыш, род. 7 августа 1982) — белорусский кикбоксер, мастер спорта Республики Беларусь международного класса. Многократный чемпион мира и Европы по тайскому боксу и кикбоксингу как среди профессионалов, так и среди любителей.

## Титулы и достижения

### Любительский спорт
- 1999 Чемпионат мира по кикбоксингу WAKO  63,5 кг
- 1999 Чемпионат мира по тайскому боксу IAMTF  63,5 кг
- 2000 Кубок мира по боевым искусствам  63,5 кг
- 2001 Чемпионат мира по тайскому боксу IAMTF  63,5 кг

### Профессиональный спорт
- 2000 Чемпион мира по версии IKF (62,2 кг)
- 2003 Чемпион мира по версии ISS (63,5 кг)
- 2004 Чемпион мира по версии WKN (66,7 кг)